# إرن دينكجي
إرن سامي دينجكي (ولد في 13 ديسمبر 2001) لاعب كرة قدم ألماني تركي يلعب كلاعب وسط هجومي ل‍فيردر بريمن.

## المسيرة
في شبابه، لعب دينكجي في نادي بورغفيلد المحلي. وفي يناير 2019، وقع دينكجي عقدا مع فيردر بريمن دام حتى عام 2022، رغم إعارته إلى نادي بورغفيلد الرياضي لمدة ستة أشهر قبل انضمامه إلى أكاديمية فيردر للشباب في يوليو 2019. وكان دينكجي قد خاض أول مباراة احترافية له مع فيردر بريمن في الدوري الألماني في 19 ديسمبر 2020، حيث جاء كبديل في الدقيقة 86 ل‍رومانو شميد أمام ماينتس 05. وفي الدقيقة 90، سجل هدف الفوز لبريمن في فوز خارج ملعبه 1–0 بضربة رأسية عن طريق تمريرة من تاهيت تشونغ.

## وصلات خارجية
- إرن دينكجي  على سكروي